# Pokou
Pokou, död 1760, var regerande drottning av Baulefolkets rike på Elfenbenskusten vid mitten av 1700-talet.
Hon ledde en utbrytargrupp som vägrade underkasta sig det blivande Ashantiriket och under hennes ledning emigrerade till ett område som inte hotades av Ashanti och där upprättade ett nytt rike under hennes ledning.